# Região Geográfica Imediata de Cajazeiras
A Região Geográfica Imediata de Cajazeiras é uma das quinze regiões imediatas do estado brasileiro da Paraíba, uma das cinco regiões imediatas que compõem a Região Geográfica Intermediária de Sousa-Cajazeiras e uma das 509 regiões imediatas no Brasil, criadas pelo IBGE em 2017.
É composta por 12 municípios, tendo uma população estimada pelo IBGE para 1.º de julho de 2017, de 155 339 habitantes e uma área total de 2 969,85 km².
A cidade-sede Cajazeiras é a mais populosa da região, com 62 187 habitantes.

## Municípios
Fonte: IBGE – Cidades
| Município                | População Estimativa 2017 | Área (km²) |
| ------------------------ | ------------------------- | ---------- |
| Bom Jesus                | 2 567                     | 46,169     |
| Bonito de Santa Fé       | 11 938                    | 228,327    |
| Cachoeira dos Índios     | 10 265                    | 193,068    |
| Cajazeiras               | 62 187                    | 565,899    |
| Carrapateira             | 2 667                     | 54,524     |
| Monte Horebe             | 4 825                     | 116,173    |
| Poço de José de Moura    | 4 318                     | 100,971    |
| Santa Helena             | 5 887                     | 210,322    |
| São José de Piranhas     | 20 163                    | 677,305    |
| São João do Rio do Peixe | 17 940                    | 473,752    |
| Serra Grande             | 3 100                     | 83,474     |
| Triunfo                  | 9 482                     | 219,866    |
| Total                    | 155 339                   | 2 969,85   |